# Kaulsdorf-Nord
Kaulsdorf-Nord – stacja metra w Berlinie, w dzielnicy Hellersdorf, w okręgu administracyjnym Marzahn-Hellersdorf na linii U5. Stacja została otwarta w 1989.